# Без права на помилку
«Без права на помилку» (рос. «Без права на ошибку») — радянський детективний фільм 1975 року.

## Сюжет
У мисливській сторожці пострілом з рушниці вбито Романа Селецького. У вбивстві звинувачується молодий робітник Борис Юнусов. Проти нього — і всі докази, і свідчення. Обвинувачений же стверджує, що не винен. Суддя, слухаючи справу, виявляє деякі невідповідності. Тепер він починає власне розслідування, в ході якого спливають нові факти про життя Романа Селецького і в підсумку з'ясовується, що Борис не винен.

## У ролях
- Олег Жаков —  Микола Олександрович, народний суддя
- Микола Мерзлікін —  Борис Павлович Юнусов, підсудний
- Лев Пригунов —  Роман Федорович Селецький
- Володимир Дружников —  Юрій Петрович, прокурор
- Віктор Маркін —  адвокат
- Світлана Старикова —  Валентина Жемаріна
- Ніна Ільїна —  Юля Жемаріна, молодша сестра Валі
- Юрій Потьомкін —  Василь Курилко
- Олексій Панькин —  Андрій Трукшин
- Віктор Перевалов —  Гліб Заступін
- Володимир Плотніков —  Олег Шемелін
- Володимир Балашов —  Єгор Савелійович Тарута
- Віктор Філіппов —  Афонін, залізничник
- Валентина Березуцька —  Санькіна, продавчиня
- Володимир Ферапонтов —  Сергій Іванович Бухтін, капітан міліції
- Гаррі Дунц —  судовий засідатель
- Валентина Ушакова —  Марія Василівна, судова засідателька
- Костянтин Кульчицький —  старий в електричці
- Марина Лобишева-Ганчук —  Зіночка, секретарка в суді
- Микола Сімкин —  судовий експерт
- Зоя Степанова —  Марія Тарута, мати Антона
- Євген Шах —  Тарасов, комсорг
- Андрій Семенов —  Антон Тарута
- Клавдія Хабарова —  мати Селецького  (немає в титрах)

## Знімальна група
- Автор сценарію:  Володимир Кузнєцов
- Режисер:  Олександр Файнциммер
- Оператор: Валерій Владимиров
- Композитор: Марк Мінков
- Художник: Євген Серганов